# Université des sciences juridiques et politiques de Bamako
L'université des sciences juridiques et politiques de Bamako est une université publique située à Bamako, au Mali.

## Historique

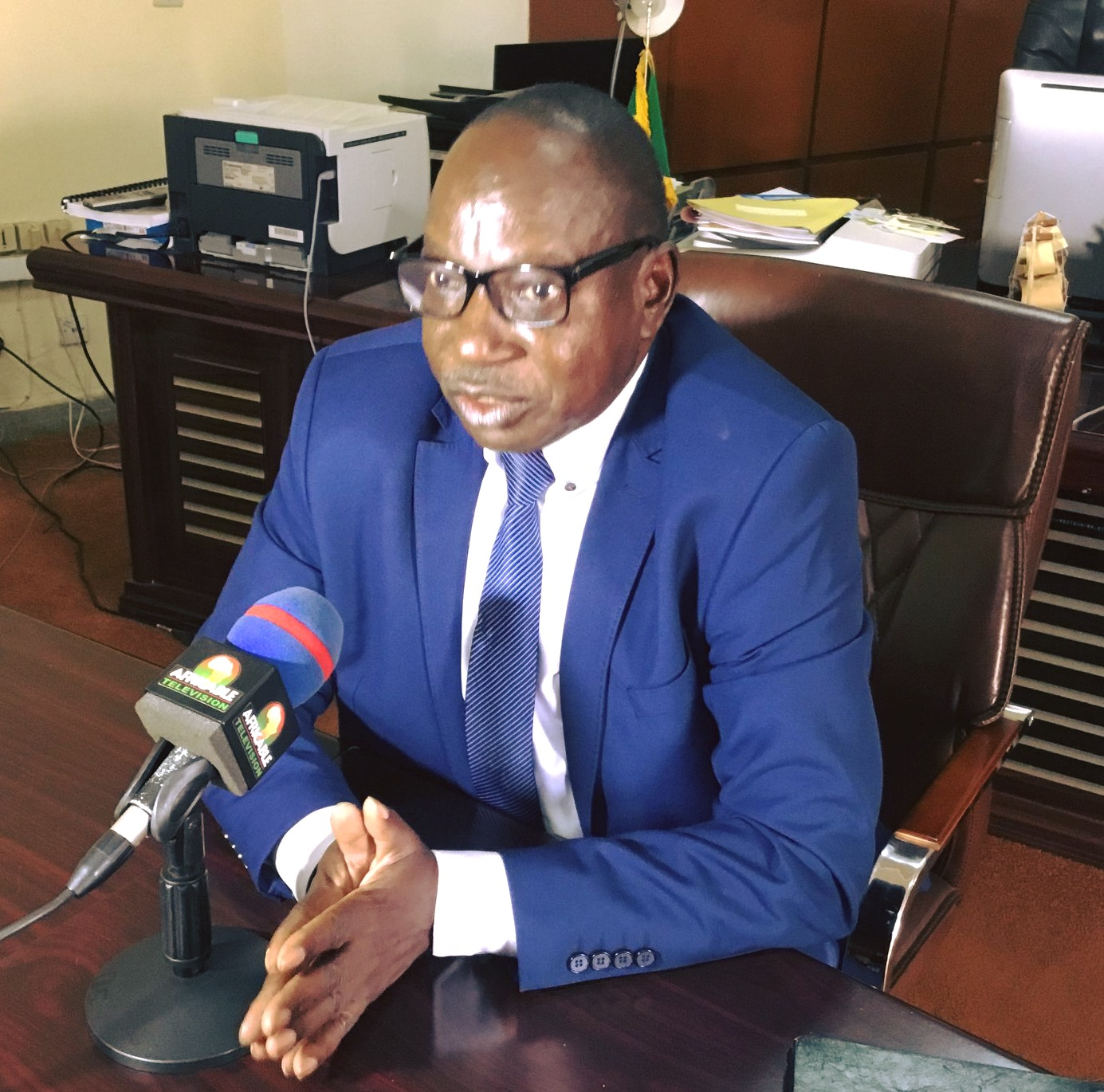
Le professeur Moussa Djire, ancien recteur.

En 2006, elle contribue à créer le réseau pour l’excellence de l’enseignement supérieur en Afrique de l’Ouest.
Le 28 septembre 2011, le gouvernement malien a adopté en conseil des ministres quatre projets d'ordonnance portant création des « Universités de Bamako » en remplacement de l'université de Bamako dont les effectifs étaient devenus trop importants.
La création de l'université des sciences juridiques et politiques de Bamako a été adoptée par l'Assemblée nationale malienne le 8 décembre 2011.
Le 11 avril 2017, le Pr Moussa Djire est nommé par le gouvernement réuni en conseil des ministres recteur de l'Université des sciences juridiques et politiques de Bamako, une des quatre universités bamakoises issues de l'éclatement de l'Université de Bamako. Il passe la main en juillet 2022 au professeur Bouréma Kansaye. 

## Enseignement et recherche
Elle dispose de partenariats[Lesquels ?] en Europe, Amérique, Asie et Afrique[réf. nécessaire]. 